# 이암보스
이암보스(고대 그리스어: ἴαμβος, 영어: iamb, iambus)는 여러 종의 시에서 사용되는 운각(韻脚)의 일종이다. 본래 고대 그리스 문학의 운율법에서 사용되는 양적 운율 단위의 일종으로서, 단음 뒤에 장음이 나오는 형태를 가리킨다. (예: καλή  "아름다운 (f.)") 또한 이암보스는 그리스 문학에서 속되고 외설적인 풍자시로 이루어진 장르를 가리키기도 하는데, 이 장르의 문학들은 대체로 이암보스 운율법을 포함하였으나 반드시 그렇게 국한된 것은 아니다. 이 용어는 나중에 영문학 등 다른 언어의 문학들이나 음운론의 용어로도 확장되었다. 한국어로 단장격(短長格)이나 약강격(弱强格)으로도 번역된다.

## 같이 보기
- 장단
- 서양고전학